# Намисто для моєї коханої
«Намисто для моєї коханої» (груз. საყვარლის სამკაული) — радянський художній фільм, знятий в 1971 році в жанрі любовно-комедійної притчі за мотивами повісті Ахмедхан Абу-Бакара «Намисто для моєї Серміназ».

## Зміст
Історія кохання, аналогічна історії Ромео та Джульєтти. Герої фільму змогли подолати неприязнь між родами, яку їм вселяли з дитинства, і покохали один одного, хоча це, звичайно ж, наштовхнулося на протидію рідних. У результаті все закінчилося добре. Сила найпрекрасніших людських почуттів перемогла.

## Рецензія
|                                         | Це тонка, витончена і лукава картина про любов як такий - без соціально-ідеологічного навантаження і навіть без життєвих ускладнень в долі героїв. Вона не мала успіху в прокаті і як найбільше визнання могла отримати лише премію на всесоюзному кінофестивалі, причому в майже рідному для режисера місті Тбілісі. Для когось ця робота Тенгіза Абуладзе, автора трагічної філософської трилогії «Мольба» — «Древо бажання» — «Покаяння», здасться немудрою, зробленої заради розваги, а насамперед - для короткого відпочинку від влади прискіпливої цензури, яка так і норовить навіть в екранізації історичного чи фольклорного матеріалу вгледіти паростки крамоли. |
| — Сергей Кудрявцев, «3500 кинорецензий» | |

## Ролі
- Рамаз Гіоргобіані — Бахадур Магомедов
- Наташа Квлівідзе — Серміназ, кохана Бахадура
- Нані Брегвадзе — Айша, мати Бахадура
- Еросі Манджгаладзе — Дулдурум, дядько Бахадура
- Георгій Гегечкорі — Жандаров, батько Серміназ
- Рамаз Чхіквадзе — Дауді, шахрай
- Леонід Єнгібаров — Сугурі, акробат
- Ірина Шестуа — Чата, дружина Сугурі
- Етері Абзіанідзе — Сахтанат, балхарская майстриня
- Кахі Кавсадзе — Заур, ревнивий чоловік
- Отар Мегвінетухуцесі — шукач Магомед
- Давид Кобулов — старійшина Хасбулат
- Бессаріон Хидашелі — Мухтар, відбувся наречений Серміназ
- Темур Чхіквадзе — Азіз, відбувся наречений Серміназ
- Леомер Гугушвилі — слідчий